# Tramwaje w Le Puy-en-Velay
Tramwaje w Le Puy-en-Velay − zlikwidowany system komunikacji tramwajowej we francuskim mieście Le Puy-en-Velay, działający w latach 1896−1914.

## Historia
Sieć tramwajową o rozstawie szyn 1000 mm i długości 7 km otwarto 12 listopada 1896. Linia o długości 6,5 km połączyła Espaly-Saint-Marcel z Brives-Charensac. Dodatkowo w Le Puy-en-Velay znajdowało się 400 m odgałęzienie od place Cadelade do dworca kolejowego. Do obsługi sieci dysponowano dwuosiowymi tramwajami z otwartymi pomostami. W czasie mobilizacji ludności do wojska wstrzymano ruch w sierpniu 1914, którego nigdy nie wznowiono. 